# Campeonato FIBA Américas Femenino Sub-16 de 2021
El Campeonato FIBA Américas Femenino Sub-16 de 2021 fue la 7ª edición del torneo de baloncesto organizado por FIBA Américas más importante a nivel americano para selecciones femeninas menores de 16 años. Se disputó en la ciudad de León, Guanajuato en México, del 23 al 29 de agosto de 2021 y entregó cuatro plazas al Campeonato Mundial de Baloncesto Femenino Sub-17 de 2022.

## Selecciones participantes
- Norteamérica:
  -  Canadá
  -  Estados Unidos
- Centroamérica y el Caribe:
  -  Costa Rica
  -  México (Sede)
  -  Puerto Rico
- Sudamérica:
  -  Argentina
  -  Brasil
  -  Chile

## Primera fase
Se realizó el sorteo de los grupos el 10 de agosto de 2021 en la ciudad de Miami, Florida en Estados Unidos.

### Grupo A
|   | Equipo      | Pts | J | G | P | PF  | PC  | Dif  |
| - | ----------- | --- | - | - | - | --- | --- | ---- |
| 1 | Canadá      | 6   | 3 | 3 | 0 | 296 | 131 | 165  |
| 2 | Puerto Rico | 5   | 3 | 2 | 1 | 184 | 214 | -30  |
| 3 | Brasil      | 4   | 3 | 1 | 2 | 196 | 187 | 9    |
| 4 | Costa Rica  | 3   | 3 | 0 | 3 | 101 | 245 | -144 |

| 23 de agosto, 12:30 | Puerto Rico                                                              | 60–45                | Costa Rica                                                 | León,Guanajuato            |  |
|                     | Parciales: 18-14, 16-7, 21-13, 5-11                                      |                      |                                                            |                            |  |
|                     | Estadísticas Paloma García (13) Arianis Rivera (8) Franchesca Torres (4) | Reporte Pts Reb Asts | Estadísticas (11) R. Cordero, S. James (7) María Montero - | Pabellón: Domo de la Feria |  |

| 23 de agosto, 15:00 | Canadá                                                                          | 82–56                | Brasil                                                                                                | León,Guanajuato            |  |
|                     | Parciales: 33-13, 16-14, 18-18, 15-11                                           |                      | |                            |  |
|                     | Estadísticas Cassandre Prosper (24) Cassandre Prosper (9) Cassandre Prosper (4) | Reporte Pts Reb Asts | Estadísticas (16) Taissa Nascimento Queiroz (9) Taissa Nascimento Queiroz (5) Marcella Prande Freitas | Pabellón: Domo de la Feria |  |

| 24 de agosto, 12:30 | Costa Rica                                                            | 25–112               | Canadá                                                                       | León,Guanajuato            |  |
|                     | Parciales: 8-24, 7-25, 2-37, 8-26                                     |                      |                                                                              |                            |  |
|                     | Estadísticas Lucia Mc Guinness (5) María Montero (6) Shaima James (2) | Reporte Pts Reb Asts | Estadísticas (24) Cassandre Prosper (9) Cassandre Prosper (3) Tres jugadoras | Pabellón: Domo de la Feria |  |

| 24 de agosto, 15:00 | Brasil | 67–74                | Puerto Rico                                                               | León,Guanajuato            |  |
|                     | Parciales: 15-14, 20-16, 17-27, 15-17                                                                         |                      |                                                                           |                            |  |
|                     | Estadísticas Ana Beatriz Passos Alves Da Silva (23) Ana Beatriz Passos Alves Da Silva (22) Tres jugadoras (4) | Reporte Pts Reb Asts | Estadísticas (17) Franchesca Torres (7) Sofía Muñoz (5) Franchesca Torres | Pabellón: Domo de la Feria |  |

| 25 de agosto, 12:30 | Puerto Rico                                                        | 50–102               | Canadá                                                               | León,Guanajuato            |  |
|                     | Parciales: 18-29, 7-27, 17-28, 8-18                                |                      |                                                                      |                            |  |
|                     | Estadísticas Camila De Pool (13) Sofía Muñoz (8) Paloma García (5) | Reporte Pts Reb Asts | Estadísticas (23) Delaney Gibb (11) Delaney Gibb (6) Taija Sta María | Pabellón: Domo de la Feria |  |

| 25 de agosto, 15:00 | Brasil                                                                                                   | 73–31                | Costa Rica                                                                                | León,Guanajuato            |  |
|                     | Parciales: 10-12, 30-5, 17-11, 16-3                                                                      |                      |                                                                                           |                            |  |
|                     | Estadísticas Aaliyah Janae Guyton (18) Ana Beatriz Passos Alves Da Silva (16) F. Da Cunha, A. Guyton (4) | Reporte Pts Reb Asts | Estadísticas (7) M. Montero, S. James (8) M. Montero, S. James (2) R. Cordero, M. Montero | Pabellón: Domo de la Feria |  |

### Grupo B
|   | Equipo         | Pts | J | G | P | PF  | PC  | Dif  |
| - | -------------- | --- | - | - | - | --- | --- | ---- |
| 1 | Estados Unidos | 6   | 3 | 3 | 0 | 358 | 102 | 256  |
| 2 | Argentina      | 4   | 3 | 1 | 2 | 163 | 234 | -71  |
| 3 | México         | 4   | 3 | 1 | 2 | 169 | 246 | -77  |
| 4 | Chile          | 4   | 3 | 1 | 2 | 138 | 246 | -108 |

| 23 de agosto, 17:30 | Estados Unidos                                                            | 117–23               | Chile                                                                   | León,Guanajuato            |  |
|                     | Parciales: 37-6, 22-4, 33-9, 25-4                                         |                      |                                                                         |                            |  |
|                     | Estadísticas JuJu Watkins (21) JuJu Watkins (7) O. Olson, J. Williams (3) | Reporte Pts Reb Asts | Estadísticas (8) Vania Vega (4) Javiera Poblete (2) V. Vega, B. Pizarro | Pabellón: Domo de la Feria |  |

| 23 de agosto, 20:00 | México                                                                        | 66–58                | Argentina                                                                      | León,Guanajuato            |  |
|                     | Parciales:' 20-8, 14-18, 15-15, 17-17                                         |                      |                                                                                |                            |  |
|                     | Estadísticas Valeria Flores (20) F. Rubio, S. Guajardo (10) Gizel Navarro (5) | Reporte Pts Reb Asts | Estadísticas (12) Angelina Giacone (15) Delfina Cergneux (4) Gianella Espedale | Pabellón: Domo de la Feria |  |

| 24 de agosto, 17:30 | Chile                                                                          | 53–69                | Argentina                                                                                       | León,Guanajuato            |  |
|                     | Parciales: 12-13, 12-22, 16-13, 13-21                                          |                      |                                                                                                 |                            |  |
|                     | Estadísticas V. Vega, B. Pizarro (15) Javiera Poblete (11) Betsabé Pizarro (4) | Reporte Pts Reb Asts | Estadísticas (12) A. Bourgarel, G. Espedale (9) Angelina Giacone (3) D. Hentschel, L. Guglielmi | Pabellón: Domo de la Feria |  |

| 24 de agosto, 20:00 | México                                                                | 43–126               | Estados Unidos                                                                  | León,Guanajuato            |  |
|                     | Parciales: 5-37, 11-28, 14-30, 13-31                                  |                      |                                                                                 |                            |  |
|                     | Estadísticas Loriette Maciel (12) Sara Guajardo (49 Gizel Navarro (2) | Reporte Pts Reb Asts | Estadísticas (21) JuJu Watkins (8) D. Thomas, M. Mendelson (4) Jaloni Cambridge | Pabellón: Domo de la Feria |  |

| 25 de agosto, 17:30 | Argentina                                                                  | 36–115               | Estados Unidos                                                       | León,Guanajuato            |  |
|                     | Parciales: 4-32, 13-30, 5-26, 14-27                                        |                      |                                                                      |                            |  |
|                     | Estadísticas A. Bourgarel, M. Maggi (6) Nerea Lagowski (6) Juana Amaya (2) | Reporte Pts Reb Asts | Estadísticas (17) JuJu Watkins (10) Delaney Thomas (9) Jada Williams | Pabellón: Domo de la Feria |  |

| 25 de agosto, 20:00 | Chile                                                              | 62–60                | México                                                                          | León,Guanajuato            |  |
|                     | Parciales: 16-12, 20-11, 15-13, 11-24                              |                      |                                                                                 |                            |  |
|                     | Estadísticas Vania Vega (17) Sofia Paredes (8) Betsabé Pizarro (7) | Reporte Pts Reb Asts | Estadísticas (15) Loriette Maciel (9) D. Mendoza, L. Maciel (3) Daniela Mendoza | Pabellón: Domo de la Feria |  |

## Fase final

### Cuadro
|  | Quinto puesto 29 de agosto | Quinto puesto 29 de agosto |                |     | Clasificación 5º-8º 28 de agosto | Clasificación 5º-8º 28 de agosto |           |    | Cuartos de final 27 de agosto | Cuartos de final 27 de agosto |        |    | Semifinales 28 de agosto | Semifinales 28 de agosto |  |  | Final 29 de agosto | Final 29 de agosto |
|  |                            |                            |                |     |                                  |                                  |           |    |                               |                               |        |    |                          |                          |  |  |                    |                    |
|  |                            |                            |                |     |                                  |                                  |           |    |                               |                               |        |    |                          |                          |  |  |                    |                    |
|  |                            |                            |                |     |                                  |                                  |           |    |                               |                               |        |    |                          |                          |  |  |                    |                    |
|  |                            |                            |                |     |                                  |                                  |           |    | Canadá                        | 76                            |        |    |                          |                          |  |  |                    |                    |
|  |                            |                            |                |     |                                  |                                  |           |    | Canadá                        | 76                            |        |    |                          |                          |  |  |                    |                    |
|  |                            |                            | Chile          | 25  |                                  |                                  |           |    |                               |                               |        |    |                          |                          |  |  |                    |                    |
|  |                            | Chile                      | Chile          | 25  | 44                               |                                  |           |    |                               | Canadá                        | 74     |    |                          |                          |  |  |                    |                    |
|  |                            |                            |                |     | 44                               |                                  |           |    |                               | Canadá                        | 74     |    |                          |                          |  |  |                    |                    |
|  |                            |                            | Brasil         | 75  |                                  |                                  | Argentina | 47 |                               |                               |        |    |                          |                          |  |  |                    |                    |
|  | Argentina                  | 56                         | Brasil         | 75  |                                  |                                  | Argentina | 47 |                               |                               |        |    |                          |                          |  |  |                    |                    |
|  | Argentina                  | 56                         |                |     |                                  |                                  |           |    |                               |                               |        |    |                          |                          |  |  |                    |                    |
|  |                            |                            | Brasil         | 54  |                                  |                                  |           |    |                               |                               |        |    |                          |                          |  |  |                    |                    |
|  | Brasil                     | 49                         | Brasil         | 54  |                                  |                                  | Canadá    | 45 |                               |                               |        |    |                          |                          |  |  |                    |                    |
|  | Brasil                     | 49                         |                |     |                                  |                                  | Canadá    | 45 |                               |                               |        |    |                          |                          |  |  |                    |                    |
|  | Puerto Rico                | 68                         |                |     | Estados Unidos                   | 118                              |           |    |                               |                               |        |    |                          |                          |  |  |                    |                    |
|  | Puerto Rico                | 68                         | Puerto Rico    | 66  | Estados Unidos                   | 118                              |           |    |                               |                               |        |    |                          |                          |  |  |                    |                    |
|  |                            |                            | Puerto Rico    | 66  |                                  |                                  |           |    |                               |                               |        |    |                          |                          |  |  |                    |                    |
|  |                            |                            | México         | 67  |                                  |                                  |           |    |                               |                               |        |    |                          |                          |  |  |                    |                    |
|  | Séptimo puesto             | Séptimo puesto             | México         | 67  | Puerto Rico                      | 81                               |           |    |                               |                               | México | 30 | Tercer puesto            | Tercer puesto            |  |  |                    |                    |
|  | Séptimo puesto             | Séptimo puesto             |                |     | Puerto Rico                      | 81                               |           |    |                               |                               | México | 30 | Tercer puesto            | Tercer puesto            |  |  |                    |                    |
|  |                            |                            |                |     | Costa Rica                       | 48                               |           |    | Estados Unidos                | 121                           |        |    |                          |                          |  |  |                    |                    |
|  | Chile                      | 59                         | Estados Unidos | 121 | Costa Rica                       | 48                               | Argentina | 67 | Estados Unidos                | 121                           |        |    |                          |                          |  |  |                    |                    |
|  | Chile                      | 59                         | Estados Unidos | 121 |                                  |                                  | Argentina | 67 |                               |                               |        |    |                          |                          |  |  |                    |                    |
|  | Costa Rica                 | 58                         |                |     | Costa Rica                       | 12                               |           |    | México                        | 72                            |        |    |                          |                          |  |  |                    |                    |

#### Cuartos de final
| 27 de agosto, 12:30 | Estados Unidos                                                                      | 121–12               | Costa Rica                                                                   | León,Guanajuato            |  |
|                     | Parciales: 36-7, 30-1, 28-0, 27-4                                                   |                      |                                                                              |                            |  |
|                     | Estadísticas Margaret Mendelson (18) Jadyn Donovan (10) J. Watkins, J. Williams (7) | Reporte Pts Reb Asts | Estadísticas (5) Raquel Cordero (5) Montserrat Murillo (1) Lucia Mc Guinness | Pabellón: Domo de la Feria |  |

| 27 de agosto, 15:00 | Canadá                                                                               | 76–25                | Chile                                                      | León,Guanajuato            |  |
|                     |                                                                                      |                      |                                                            |                            |  |
|                     | Estadísticas Cassandre Prosper (21) Cassandre Prosper (16) T. Sta María, D. Gibb (5) | Reporte Pts Reb Asts | Estadísticas (8) Vania Vega (6) Ibiza Rojas (3) Vania Vega | Pabellón: Domo de la Feria |  |

| 27 de agosto, 17:30 | Puerto Rico                                                                  | 66–67                | México                                                                      | León,Guanajuato            |  |
|                     | Parciales: 12-17, 15-16, 20-19, 19-15                                        |                      |                                                                             |                            |  |
|                     | Estadísticas Deianne Crespo (18) Paloma García (9) C. De Pool, P. García (3) | Reporte Pts Reb Asts | Estadísticas (13) D. Menxoza, V. Mora (10) Valeria Mora (5) Loriette Maciel | Pabellón: Domo de la Feria |  |

| 27 de agosto, 20:00 | Argentina                                                                                        | 56–54                | Brasil                                                                                                   | León,Guanajuato            |  |
|                     |                                                                                                  |                      | |                            |  |
|                     | Estadísticas A. Bourgarel, G. Espedale (14) Delfina Cergneux (9) J. Barrionuevo, D. Cergneux (3) | Reporte Pts Reb Asts | Estadísticas (19) Taissa Nascimento Queiroz (20) Taissa Nascimento Queiroz (4) Taissa Nascimento Queiroz | Pabellón: Domo de la Feria |  |

#### 5º al 8º puesto
| 28 de agosto, 12:30 | Chile                                                                    | 44–75                | Brasil                                                                                                 | León,Guanajuato            |  |
|                     |                                                                          |                      | |                            |  |
|                     | Estadísticas Vania Vega (13) V. Vega, S. Paredes (5) Betsabé Pizarro (3) | Reporte Pts Reb Asts | Estadísticas (22) Taissa Nascimento Queiroz (21) Taissa Nascimento Queiroz (4) Marcella Prande Freitas | Pabellón: Domo de la Feria |  |

| 28 de agosto, 15:00 | Puerto Rico                                                                  | 81–48                | Costa Rica                                                               | León,Guanajuato            |  |
|                     | Parciales: 22-15, 17-9, 25-15, 17-9                                          |                      |                                                                          |                            |  |
|                     | Estadísticas Nicole Carreño (18) F. Torres, P. García (9) Tres jugadoras (4) | Reporte Pts Reb Asts | Estadísticas (14) Lucia Mc Guinness (10) María Montero (3) Valeria Pérez | Pabellón: Domo de la Feria |  |

#### Semifinales
| 28 de agosto, 17:30 | Canadá                                                                        | 74–47                | Argentina                                                                 | León,Guanajuato            |  |
|                     | Parciales: 25-10, 11-6, 18-15, 20-16                                          |                      |                                                                           |                            |  |
|                     | Estadísticas Tres jugadoras (14) Cassandre Prosper (13) T. Tres jugadoras (3) | Reporte Pts Reb Asts | Estadísticas (11) Gianella Espedale (6) Nerea Lagowski (2) Alma Bourgarel | Pabellón: Domo de la Feria |  |

| 28 de agosto, 20:00 | México                                                                 | 30–121               | Estados Unidos                                                          | León,Guanajuato            |  |
|                     | Parciales: 14-40, 2-34, 9-22, 5-25                                     |                      |                                                                         |                            |  |
|                     | Estadísticas Gizel Navarro (9) Daniela Mendoza (4) Daniela Mendoza (2) | Reporte Pts Reb Asts | Estadísticas (18) Breya Cunningham (7) Tres jugadoras (7) Jadyn Donovan | Pabellón: Domo de la Feria |  |

#### Séptimo puesto
| 29 de agosto, 12:30 | Chile                                                              | 59–58                | Costa Rica                                                                    | León,Guanajuato            |  |
|                     | Parciales: 9-13, 11-20, 11-11, 28-14                               |                      |                                                                               |                            |  |
|                     | Estadísticas Vania Vega (19) Sofia Paredes (9) Betsabé Pizarro (5) | Reporte Pts Reb Asts | Estadísticas (22) María Montero (13) María Montero (4) R. Cordero, M. Montero | Pabellón: Domo de la Feria |  |

#### Quinto puesto
| 29 de agosto, 15:00 | Brasil                                                                                              | 49–68                | Puerto Rico                                                              | León,Guanajuato            |  |
|                     | Parciales: 12-17, 11-24, 11-14, 15-13                                                               |                      |                                                                          |                            |  |
|                     | Estadísticas A. Passos, A. Francisco (10) G. Rocha, T. Nascimento (12) A. Passos, T. Nascimento (3) | Reporte Pts Reb Asts | Estadísticas (30) Sofía Muñoz (9) D. Crespo, P. García (9) Paloma García | Pabellón: Domo de la Feria |  |

#### Tercer puesto
| 29 de agosto, 17:30 | Argentina                                                                     | 67–72                | México                                                                 | León,Guanajuato            |  |
|                     | Parciales: 16-9, 14-22, 16-23, 21-18                                          |                      |                                                                        |                            |  |
|                     | Estadísticas Delfina Cergneux (17) Angelina Giacone (7) Juana Barrionuevo (4) | Reporte Pts Reb Asts | Estadísticas (23) Loriette Maciel (7) Fátima Rubio (4) Daniela Mendoza | Pabellón: Domo de la Feria |  |

#### Final
| 29 de agosto, 20:00 | Canadá                                                                | 45–118               | Estados Unidos                                                     | León,Guanajuato            |  |
|                     | Parciales: 13-25, 12-31, 10-31, 10-31                                 |                      |                                                                    |                            |  |
|                     | Estadísticas Cassandre Prosper (13) Delaney Gibb (8) Delaney Gibb (6) | Reporte Pts Reb Asts | Estadísticas (28) JuJu Watkins (9) Jadyn Donovan (8) Jada Williams | Pabellón: Domo de la Feria |  |

### Premios
| Categoría                  | Ganadora                                                                               |
| -------------------------- | -------------------------------------------------------------------------------------- |
| Cuadro Ideal               | Juju Watkins Jada Williams Loriette Maciel Taissa Nascimento Queiroz Cassandre Prosper |
| Jugadora Más Valiosa (MVP) | Juju Watkins                                                                           |

## Posiciones finales
| Rank              | Equipo         | Récord |
| ----------------- | -------------- | ------ |
| Medalla de oro    | Estados Unidos | 6-0    |
| Medalla de plata  | Canadá         | 5-1    |
| Medalla de bronce | México         | 3-3    |
| 4                 | Argentina      | 2-4    |
| 5                 | Puerto Rico    | 4-2    |
| 6                 | Brasil         | 2-4    |
| 7                 | Chile          | 2-4    |
| 8                 | Costa Rica     | 0-6    |

|  | Clasificados al Campeonato Mundial de Baloncesto Femenino Sub-17 de 2022. |

## Clasificados al Campeonato Mundial Femenino Sub-17 2022[4]
| Bandera de Argentina | Bandera de Canadá | Bandera de Estados Unidos | Bandera de México |
| Argentina            | Canadá            | Estados Unidos            | México            |
| -------------------- | ----------------- | ------------------------- | ----------------- |